# Acanthochaetetes horiguchi
Acanthochaetetes horiguchi är en svampdjursart som först beskrevs av Tamezo Mori botanist  1976.  Acanthochaetetes horiguchi ingår i släktet Acanthochaetetes och familjen Acanthochaetetidae. Inga underarter finns listade i Catalogue of Life.